# Kvalifikační soutěž Středočeské 1. ligy 1927
Kvalifikační soutěž Středočeské 1. ligy byla 3. ročníkem československé fotbalové ligy a hrála se na jaře 1927. Bojovalo se o účast ve Středočeské 1. lize, která byla rozdělena na 1. a 2. ligu. Soutěž vyhrál tým AC Sparta Praha, a zajistil si tak 5. mistrovský titul. Zajímavostí je, že právě v tomto roce se hrál 1. ročník Středoevropského poháru a zvítězila v něm AC Sparta Praha.

## Konečná tabulka Kvalifikační soutěže Středočeské 1. ligy 1927
| Poř. | Tým                  | Z | V | R | P | VG | OG | TP  | B  |
| ---- | -------------------- | - | - | - | - | -- | -- | --- | -- |
|      | AC Sparta Praha      | 7 | 6 | 1 | 0 | 33 | 6  | +27 | 13 |
| 2.   | SK Slavia Praha      | 7 | 5 | 1 | 1 | 30 | 12 | +18 | 11 |
| 3.   | AFK Vršovice*        | 7 | 3 | 2 | 2 | 14 | 15 | -1  | 8  |
| 4.   | SK Kladno            | 7 | 3 | 1 | 3 | 18 | 26 | -8  | 7  |
| 5.   | ČAFC Vinohrady       | 7 | 2 | 2 | 3 | 13 | 14 | -1  | 6  |
| 6.   | SK Viktoria Žižkov   | 7 | 2 | 2 | 3 | 17 | 22 | -5  | 6  |
| 7.   | Nuselský SK          | 7 | 1 | 2 | 4 | 14 | 22 | -8  | 4  |
| 8.   | SK Meteor Praha VIII | 7 | 0 | 1 | 6 | 9  | 31 | -22 | 1  |

*AFK Vršovice přejmenován na AFK Bohemians.

## Rekapitulace soutěže
| Československá fotbalová liga 1927      |                            |
|                                         |                            |
| Ocenění                                 |                            |
| Vítěz                                   | AC Sparta Praha (5. titul) |
| Vítěz domácího poháru                   |                            |
| Středočeský pohár                       | SK Slavia Praha            |
| Pohyb v soutěži                         |                            |
| Sestupující do II. ligy                 | Nuselský SK                |
|                                         | SK Meteor Praha VIII       |
| Postupující do I. ligy                  | SK Čechie Karlín           |
| Nejlepší střelec                        |                            |
| Antonín Puč (SK Slavia Praha) – 13 gólů |                            |

## Nejlepší střelci
| Poř. | Hráč              | Klub                 | Branky |
| ---- | ----------------- | -------------------- | ------ |
| 1.   | Antonín Puč       | SK Slavia Praha      | 13     |
| 2.   | Josef Šíma        | AC Sparta Praha      | 11     |
| 3.   | Josef Silný       | AC Sparta Praha      | 8      |
| 4.   | Otto Novák        | SK Viktoria Žižkov   | 8      |
| 5.   | Jaroslav Ladman   | SK Kladno            | 6      |
| 6.   | Václav Vaník-Váňa | SK Viktoria Žižkov   | 6      |
| 7.   | Josef Kratochvíl  | SK Kladno            | 6      |
| 8.   | František Hrubý   | SK Meteor Praha VIII | 5      |
| 9.   | Antonín Mašat     | AFK Vršovice         | 5      |

## Soupisky mužstev

### AC Sparta Praha
František Hochmann I (7/0/4) –
Vadim Baldin (1/1),
Antonín Carvan (6/1),
Rudolf Dolejší (4/0),
Jan Dvořáček (4/2),
Otto Fleischmann (1/0),
Ferdinand Hajný (3/0),
Jaroslav Heřman (1/0),
Josef Horejs (3/2),
František Kolenatý (3/0),
Josef Maloun (6/2),
Josef Miclík (1/0),
Jan Paulin (2/0),
Antonín Perner (7/3),
Karel Pešek-Káďa (3/0),
František Rozvoda (6/0),
Josef Silný (1/7),
Václav Staněk (1/1),
Karel Steiner (5/0),
Josef Šíma (6/13) –
hrající trenér Antonín Hojer I

### SK Slavia Praha
František Plánička (6/0/0),
Josef Sloup-Štaplík (1/0/0) –
Karel Bejbl (7/3),
Karel Čipera (5/0),
Zdeněk Kummermann-Kumr (6/0),
Bohuslav Nussbauer (1/0),
Emanuel Petřík (1/0),
Josef Pleticha (6/0),
František Plodr (1/0),
Karel Podrazil (7/4),
Antonín Puč (7/13),
Emil Seifert (7/1),
Jaroslav Síkora (3/0),
František Svoboda (4/2),
Otto Šimonek (6/2),
Jindřich Šoltys (3/4),
Antonín Vodička (5/0) –
trenér John William Madden

### AFK Vršovice
Vladimír Bělík (7/0/0) –
Oldřich Havlín (5/1),
František Hendrych (2/0),
František Hochmann II (7/0),
Antonín Kašpar (7/0),
Jan Knížek (7/4),
František Krejčí (6/0),
Jaroslav Kučera (2/0),
Antonín Mašat (7/4),
Václav Pinc (7/0),
Jaroslav Průšek (7/0),
Václav Rubeš (6/2),
Jan Wimmer (7/3) –
trenér …

### SK Kladno
Ladislav Štorek (4/0/0),
Karel Tichý (3/0/1) –
Václav Brož (4/0),
Oldřich Čermák (6/2),
Jaroslav Horák (6/0),
Ladislav Hrabě (1/0),
Jaroslav Koubek (3/0),
Jaroslav Kozel (7/1),
Josef Kratochvíl (7/6),
Karel Kraus (4/0),
Jaroslav Ladman (7/6),
Hugo Laitner (7/0),
Václav Mařík (5/2),
Josef Šulc (7/0),
Ferdinand Üblacker (6/0) –
trenér Bohumil Klvaň

### ČAFC Vinohrady
Antonín Kaliba (2/0/0),
Jan Kopřiva (5/0/1) –
Karel Čipera (1/0),
Jiří Fišer (6/1),
Emanuel Hliňák (7/1),
Miroslav Hubka (7/0),
Emil Kašpar (7/4),
Jaroslav Kašpar (7/0),
Antonín Nosek (7/0),
Rudolf Sloup-Štapl (7/2),
Miroslav Soukup (7/0),
Miloslav Špičák (7/3),
Josef Tichý I (7/2) –
trenér …

### SK Viktoria Žižkov
Václav Benda I (4/0/0),
Vladimír Bělík (3/0/0) –
Josef Jelínek (5/1),
Antonín Klicpera (6/0),
Vilém König (4/0),
Antonín Křišťál (2/0),
Jiří Mareš (1/0),
Ladislav Matuš (6/0),
Karel Meduna (7/2),
Otto Novák (7/8),
Rudolf Papp (4/0),
Bohumil Ruml (1/0),
Rudolf Singer (2/0),
František Stehlík (7/0),
Josef Suchý (1/0),
Vojtěch Sýbal-Mikše (6/0),
Václav Vaník-Váňa (7/6),
Ladislav Ženíšek (6/0) –
trenér Josef Bělka

### Nuselský SK
Jindřich Hocke (6/0/0),
Jaroslav Papoušek (1/0/0) –
Jan Jansa (5/2),
Bohumil Joska (3/0),
Antonín Kudrna (3/0),
Karel Langhans (4/0),
Josef Mika (7/1),
Josef Nehasil (6/4),
Alois Nikl (4/2),
Rudolf Slíva (7/0),
Jaroslav Srba (5/3),
Václav Susa (2/0),
Karel Šamonil (5/0),
František Škvor (6/2),
Jiří Teisinger (6/0),
Václav Wolf (7/0) –
hrající trenér František Škvor

### SK Meteor Praha VIII
Bohumil Bílek (7/0/0) –
Jan Baier (3/0),
Jiří Bartůněk (4/0),
Josef Buriánek (5/0),
Josef Čepelák (3/0),
Václav Čepelák (4/0),
Václav Fára (4/0),
František Hrubý (6/4),
Josef Janovský (7/0),
Oldřich Král (7/2),
Jaroslav Milovanský (1/0),
Antonín Němeček (2/0),
Václav Petrák (1/0),
František Ryšavý (7/2),
František Schiessl (2/0),
Maxmilián Schiessl-Máca (6/1),
Jan Šíma-Šána (6/0),
Josef Tengler (1/0) -
trenér Jaroslav Široký